# Nogometno prvenstvo Bosne i Hercegovine – 5. ligaški rang 2021./22.
Ljestvice i sastavi liga petog stupnja nogometnog prvenstva Bosne i Hercegovine u sezoni 2021./22. 

## Federacija BiH

### 2. ŽNL Posavina
Uključuje i klubove s područja Tuzlanske županije, Brčko Distrikta i Republike Srpske.
| mj. | klub                                  | ut.                    | pob.                   | ner.                   | por.                   | gol+                   | gol-                   | bod                    |                        |
| --- | ------------------------------------- | ---------------------- | ---------------------- | ---------------------- | ---------------------- | ---------------------- | ---------------------- | ---------------------- | ---------------------- |
| 1.  | Korpar Grebnice                       | 14                     | 10                     | 2                      | 2                      | 36                     | 16                     | 32                     |                        |
| 2.  | HAŠK Napredak Ulović                  | 14                     | 10                     | 2                      | 2                      | 35                     | 13                     | 32                     |                        |
| 3.  | Dinamo 75 (Prijedor – Skakava Gornja) | 14                     | 7                      | 2                      | 5                      | 33                     | 28                     | 23                     |                        |
| 4.  | Ratkovići                             | 14                     | 7                      | 0                      | 7                      | 31                     | 41                     | 21                     |                        |
| 5.  | Frankopan Špionica Srednja            | 14                     | 6                      | 0                      | 8                      | 34                     | 35                     | 18                     |                        |
| 6.  | Napredak Omerbegovača                 | 14                     | 5                      | 0                      | 9                      | 25                     | 34                     | 15                     |                        |
| 7.  | OFK Brčko                             | 14                     | 4                      | 0                      | 10                     | 24                     | 34                     | 12                     |                        |
| 8.  | Mladost Vidovice                      | 14                     | 3                      | 2                      | 9                      | 20                     | 37                     | 11                     |                        |
|     | Tramošnica                            | odustali od natjecanja | odustali od natjecanja | odustali od natjecanja | odustali od natjecanja | odustali od natjecanja | odustali od natjecanja | odustali od natjecanja | odustali od natjecanja |

 Izvori: 

 sportdc.net, rezultati 

 sportdc.net, ljestvica 

 posavinasport.com, rezultati i ljestvica 

 posavinasport.com, rezultatska križaljka 

 posavinasport.com, rezultati (verzija za ispis) 

 sofascore.com 

 tipscore.com 

## Vanjske poveznice
- (engl.) sofascore.com, Football -> Bosnia & Herzegovina Amateur
- (engl.) tipscore.com, Football -> Bosnia & Herzegovina Amateurs  Arhivirana inačica izvorne stranice od 7. listopada 2022. (Wayback Machine)